# 避孕贴
避孕贴（英語：Contraceptive patch），是一种女性使用的避孕藥劑，貼於皮膚後，通过不间断地散发出激素，抑制排卵，避免懷孕。

## 材质
避孕贴大小如同名片，颜色呈膚色，具防水，洗澡、游泳可以正常使用。

## 使用方法
避孕贴一般粘在人体的四个位置：臀部、腹部、手臂外侧和肩膀外侧，禁止贴在胸部。
月经第一天或月经开始的第一个星期天使用一次，此后每个星期的同一天更换一次，必须连贯使用三周。第四周不需要使用。

## 避孕原理
避孕贴片通过不间断地释放激素，透过皮肤、血管进入血液，从而抑制排卵，进而达到避孕效果。据说，避孕贴片在紧贴皮肤后，每天会释放出150微克孕激素和20微克雌激素，透过皮肤渗入血管。避孕贴片也使宫颈粘液加厚，导致精子更难进入子宫。所以，起到了避孕效果。这种避孕方式类似于避孕药的原理。但是又不同于避孕药。

## 效果
避孕贴片上市之前，北美洲、欧洲和南非的3319名妇女接受了避孕实验，结果只有15人怀孕，实验疗效高达99%以上。

## 副作用
使用后的副作用，一般与口服避孕药相类似，包括：胸部肿胀、头痛、恶心、呕吐以及贴片部位出现红肿等过敏反应。凡是有潜在性心血管疾病、血栓栓塞病史，以及静脉深部出现栓塞情形的病人，都不建议使用。

## 不适用人群
1. 35岁以上抽烟者。[3]
2. 有心血管疾病、血栓症等女性。[3]
3. 体重大于或等于90千克者。[3]
4. 准备怀孕或哺乳的女性。[3]

## 外部連結
- Feminist Women's Health Center
- Ortho Evra （页面存档备份，存于）
- Planned Parenthood: The Patch （页面存档备份，存于）